# Sicoval
Le Sicoval est une communauté d'agglomération située dans le département français de la Haute-Garonne, en région Occitanie. Elle regroupe 36 communes du Lauragais dans le sud-est de Toulouse. Elle compte 83 758 habitants en 2022.

## Historique
Le Syndicat intercommunal pour l'aménagement et le développement des coteaux et de la vallée de l'Hers a été initié en 1975 par Auzeville, Auzielle, Castanet, Escalquens, Labège et Saint-Orens-de-Gameville (qui depuis est allée rejoindre Grand Toulouse) à fin de mutualisation de la taxe professionnelle. Son siège était à l'origine à la mairie de Labège. Innovatrice en ce domaine ainsi que dans celui de l'aménagement de son territoire évitant le mitage par la mise en place d'une charte d'aménagement, elle s'est étendue en plusieurs fois à 36 communes, dont Ramonville-Saint-Agne et Castanet-Tolosan sont les plus peuplées, elle est devenue une communauté d'agglomération lors du passage aux lois Chevènement Voynet. Elle a intégré son programme communautaire dans un agenda 21 local.
1975 : six communes du Sud-est toulousain fondent le Sicoval pour aménager ensemble leur territoire et entreprendre son développement économique

1983 : création de Labège-Innopole et partage entre les communes des ressources de la taxe professionnelle

1990 : 28 nouvelles communes

1992 : le Sicoval compte 33 communes et devient communauté de communes

1993 : adoption de la charte d'aménagement qui protège alors 60 % du territoire de toute urbanisation

1994 : Saint-Orens-de-Gameville quitte le Sicoval et adhère au district de Toulouse

1996 : Ramonville-Saint-Agne rejoint le Sicoval qui devient communauté de villes. Création de la Technopole Toulouse Sud-Est

2001 : passage en communauté d'agglomération et prise des compétences transports, politique de la ville et environnement (dont la gestion des déchets)

2003 : adoption du 1er Agenda 21 du Sicoval. Goyrans et Lauzerville rejoignent le Sicoval en 2002 et 2003

2004 : prise en charge de la compétence assainissement et du service pool routier

2005 : prise en charge de la compétence de distribution de l'eau potable

2008 : le Sicoval est labellisé "Agenda 21 local France" et "QualiPlus" (pour son service déchets)

2012 : adoption de l'Agenda 21 à l'horizon 2030 et du Plan climat. Prise en charge des services à la personne et de la gestion de l'ensemble des voiries communales

## Territoire communautaire

### Géographie
Le Sicoval est situé au centre de Midi-Pyrénées, au nord de la Haute-Garonne. Elle se situe dans la vallée de l'Hers-Mort et les coteaux autour, axe de communication entre la mer Méditerranée et l'océan Atlantique. Elle a un territoire péri urbain mêlant zone urbaine dans le nord et zone rurale au sud. Le pôle principal d'activité économique se situe dans le quartier Enova anciennement Labège-Innopole.

### Composition
La communauté d'agglomération est composée des 36 communes suivantes :

| Nom                   | Code Insee | Gentilé             | Superficie (km2) | Population (dernière pop. légale) | Densité (hab./km2) |
| --------------------- | ---------- | ------------------- | ---------------- | --------------------------------- | ------------------ |
| Labège (siège)        | 31254      | Labègeois           | 7,65             | 4 316 (2022)                      | 564                |
| Aureville             | 31025      | Aurevillois         | 6,8              | 1 022 (2022)                      | 150                |
| Auzeville-Tolosane    | 31035      | Auzevillois         | 6,66             | 4 451 (2022)                      | 668                |
| Auzielle              | 31036      | Auziellois          | 4,59             | 1 621 (2022)                      | 353                |
| Ayguesvives           | 31004      | Ayguesvivois        | 13,11            | 2 807 (2022)                      | 214                |
| Baziège               | 31048      | Baziégeois          | 19,72            | 3 590 (2022)                      | 182                |
| Belberaud             | 31057      | Belberautins        | 7,47             | 1 528 (2022)                      | 205                |
| Belbèze-de-Lauragais  | 31058      | Belbézois           | 3,71             | 127 (2022)                        | 34                 |
| Castanet-Tolosan      | 31113      | Castanéens          | 8,22             | 15 264 (2022)                     | 1 857              |
| Clermont-le-Fort      | 31148      | Clermontois         | 10,04            | 526 (2022)                        | 52                 |
| Corronsac             | 31151      | Corronsacois        | 6,34             | 895 (2022)                        | 141                |
| Deyme                 | 31161      | Deymois             | 7,05             | 1 412 (2022)                      | 200                |
| Donneville            | 31162      | Donnevillois        | 2,67             | 1 138 (2022)                      | 426                |
| Escalquens            | 31169      | Escalquinois        | 8,42             | 6 990 (2022)                      | 830                |
| Espanès               | 31171      | Espanésiens         | 3,53             | 278 (2022)                        | 79                 |
| Fourquevaux           | 31192      | Fourquevalois       | 10,03            | 808 (2022)                        | 81                 |
| Goyrans               | 31227      | Goyranais           | 5,75             | 847 (2022)                        | 147                |
| Issus                 | 31240      | Issusiens           | 7,11             | 657 (2022)                        | 92                 |
| Labastide-Beauvoir    | 31249      | Labastidois         | 10,2             | 1 229 (2022)                      | 120                |
| Lacroix-Falgarde      | 31259      | Cruci-Falgardiens   | 6,09             | 2 047 (2022)                      | 336                |
| Lauzerville           | 31284      | Lauzervillois       | 3,46             | 1 606 (2022)                      | 464                |
| Mervilla              | 31340      | Mervillageois       | 2,76             | 299 (2022)                        | 108                |
| Montbrun-Lauragais    | 31366      | Montbrunois         | 10,92            | 711 (2022)                        | 65                 |
| Montgiscard           | 31381      | Montgiscardais      | 13,16            | 2 586 (2022)                      | 197                |
| Montlaur              | 31384      | Montlauriens        | 9,61             | 1 791 (2022)                      | 186                |
| Noueilles             | 31401      | Noueillois          | 5,51             | 389 (2022)                        | 71                 |
| Odars                 | 31402      | Odarsois            | 6,65             | 920 (2022)                        | 138                |
| Péchabou              | 31409      | Péchabboliens       | 3,57             | 2 465 (2022)                      | 690                |
| Pechbusque            | 31411      | Pechbusquois        | 3,14             | 982 (2022)                        | 313                |
| Pompertuzat           | 31429      | Pompertuziens       | 5,44             | 2 203 (2022)                      | 405                |
| Pouze                 | 31437      | Pouzains            | 3,82             | 87 (2022)                         | 23                 |
| Ramonville-Saint-Agne | 31446      | Ramonvillois        | 6,46             | 15 172 (2022)                     | 2 349              |
| Rebigue               | 31448      | Rebigois            | 5,16             | 493 (2022)                        | 96                 |
| Varennes              | 31568      | Varennais           | 4,61             | 256 (2022)                        | 56                 |
| Vieille-Toulouse      | 31575      | Vieille-Toulousains | 5,53             | 1 224 (2022)                      | 221                |
| Vigoulet-Auzil        | 31578      | Vigouletains        | 3,46             | 1 021 (2022)                      | 295                |

### Démographie
| 1968   | 1975   | 1982   | 1990   | 1999   | 2008   | 2013   | 2019   | 2020   |
| ------ | ------ | ------ | ------ | ------ | ------ | ------ | ------ | ------ |
| 14 952 | 28 587 | 38 258 | 48 367 | 57 848 | 65 394 | 72 662 | 80 357 | 81 269 |

| 2021   | 2022   | - | - | - | - | - | - | - |
| ------ | ------ | - | - | - | - | - | - | - |
| 82 571 | 83 758 | - | - | - | - | - | - | - |

## Administration

### Siège
Le siège de la communauté est situé au 110 rue Marco Polo à Labège. La communauté dispose également d'un autre site situé à Belberaud et dédié aux services techniques.

### Les élus
Le conseil communautaire de la communauté d'agglomération se compose de 69 conseillers, représentant chacune des communes membres et élus pour une durée de six ans.
Ils sont répartis comme suit :
| Nombre de conseillers | Communes |
| --------------------- | --- |
| 12                    | Castanet-Tolosan, Ramonville-Saint-Agne |
| 5                     | Escalquens |
| 3                     | Auzeville-Tolosane, Labège |
| 2                     | Ayguesvives, Baziège, Pompertuzat |
| 1 (+1 suppléant)      | Aureville, Auzielle, Belberaud, Belbèze-de-Lauragais, Clermont-le-Fort, Corronsac, Deyme, Donneville, Espanès, Fourquevaux, Goyrans, Issus, Labastide-Beauvoir, Lacroix-Falgarde, Lauzerville, Mervilla, Montbrun-Lauragais, Montgiscard, Montlaur, Noueilles, Odars, Péchabou, Pechbusque, Pouze, Rebigue, Varennes, Vieille-Toulouse, Vigoulet-Auzil |

### Présidence
À la suite des élections municipales et communautaires de 2020, le conseil communautaire s'est réuni le 10 juillet 2020 et a réélu comme président du Sicoval, Jacques Oberti, maire PS d'Ayguesvives. Ils ont aussi élus les 14 vice-présidents et 10 autres membres associés qui assisteront le président au sein du bureau exécutif. Après son élection comme député, Jacques Oberti démissionne de la présidence en 2024. 
Bruno Caubet, maire d'Issus, est élu président du Sicoval lors du conseil de communauté le lundi 19 août 2024.
| Période       | Période       | Identité               | Étiquette | Qualité                                                                          |
| ------------- | ------------- | ---------------------- | --------- | -------------------------------------------------------------------------------- |
| 1975          | 13 avril 2001 | Claude Ducert          | PS        | Maire de Labège (1971 → 2008)                                                    |
| 13 avril 2001 | 18 avril 2014 | François-Régis Valette | PS        | Maire d'Auzeville-Tolosane (1989 → 2020)                                         |
| 18 avril 2014 | 15 juin 2015  | Claude Ducert          | EELV      | Maire de Labège (2014 → 2016) Démissionnaire pour raisons de santé               |
| 29 juin 2015  | 10 août 2024  | Jacques Oberti         | PS        | Maire d'Ayguesvives (2008 → 2024) Démissionnaire après son élection comme député |
| 19 août 2024  | En cours      | Bruno Caubet           | PS        | Maire d'Issus (2008 → )                                                          |

### Chiffres
- 36 communes urbaines et rurales
- 25 000 hectares dont 66 % protégés de toute urbanisation
- plus de 80 000 habitants
- 900 associations
- 68 élus dont 14 vice-présidents et 6 élus communautaires associés
- 3937 entreprises, artisans, commerces, organismes → plus de 33 000 emplois
- 136 M€ (budget 2013)
- 10 M€ reversés aux communes au titre de l'attribution de compensation

En 2013, dans le Sicoval, les déplacements en automobile sont majoritaires : 72 % des déplacements se font alors en voiture.

### Compétences
- Action sociale
- Aménagement de l'espace
- Animation et coordination de la vie locale
- Chemin de randonnée
- Développement économique
- Développement rural
- Déchets
- Eau potable et assainissement (collectif et non-collectif)
- Accompagnement à l'emploi
- Entretien des espaces communautaires
- Environnement et cadre de vie
- Équilibre social de l'habitat
- Équipements culturels, sportifs et de loisirs
- Politique de la ville
- Programme rivière (entretien des cours d'eau communautaires)
- Services aux communes (urbanisme, imprimerie, prêt de matériel, SIG...)
- Voirie communautaire

### Régime fiscal et budget
Le régime fiscal de la communauté d'agglomération est la fiscalité professionnelle unique (FPU).

## Agglomération toulousaine

Carte d'une partie des différents groupements de communes de l’unité urbaine de Toulouse

D'autres communautés intercommunales existent dans l'unité urbaine toulousaine mais à ce jour sans projet de fusion :
1. Toulouse Métropole : 832 348 habitants (2022)
2. Le Muretain Agglo : 129 300 habitants (2022)
3. Le Grand Ouest Toulousain Agglomération : 49 059 habitants (2022)
4. Communauté de communes Grand Sud Tarn-et-Garonne : 43 119 habitants (2021)
5. Communauté de communes des Hauts Tolosans : 35 414 habitants (2021)
6. Communauté de communes du Frontonnais : 28 233 habitants (2021)
7. Communauté de communes des coteaux du Girou : 22 837 habitants (2021)
8. Communauté de communes des Coteaux-Bellevue : 21 009 habitants (2021)